# Hugh Johnson

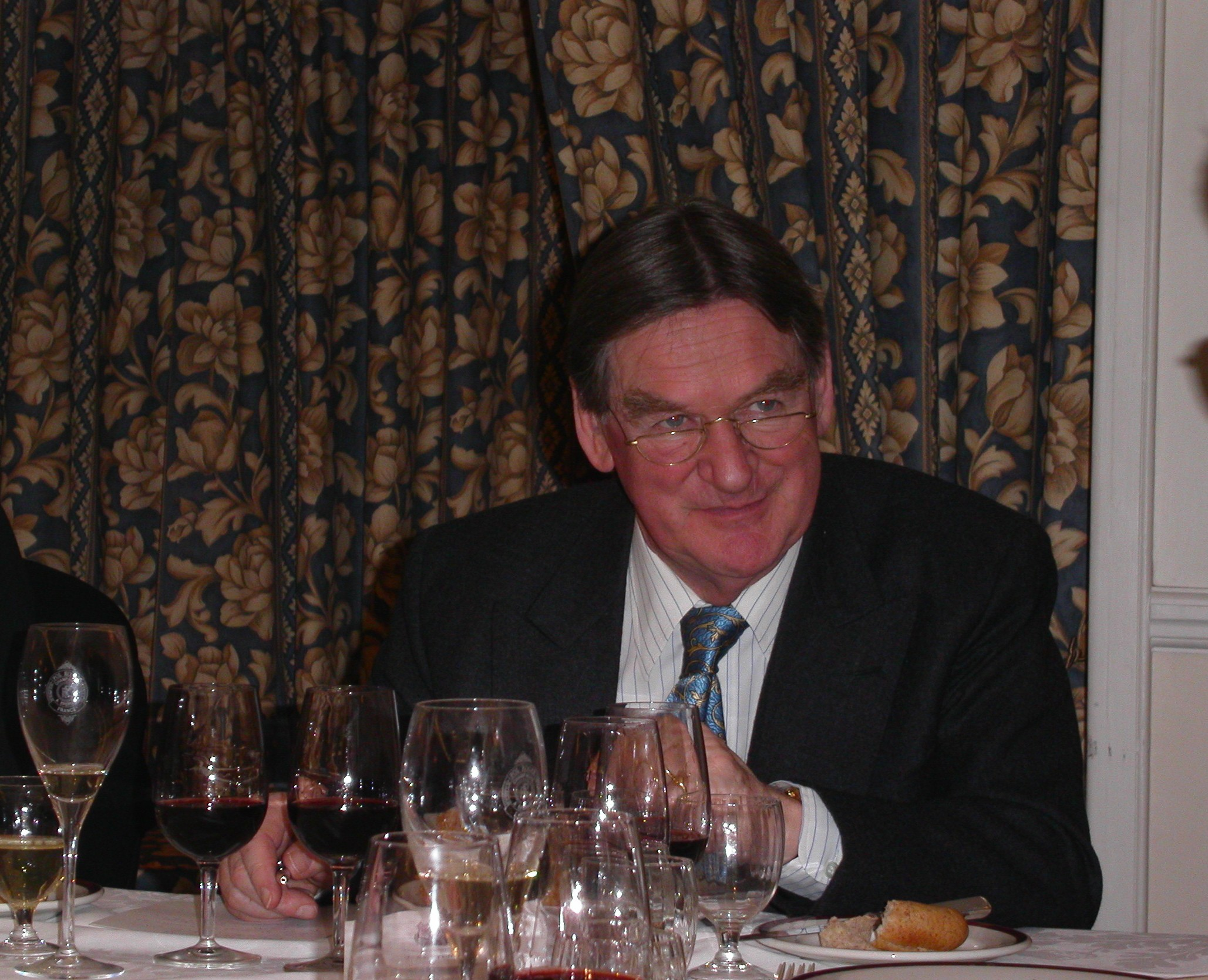
Hugh Johnson

Hugh Johnson OBE (* 10. März 1939 in London) ist ein britischer Weinkritiker.

## Leben
Hugh Johnson wurde in St. John’s Wood, London, als Sohn eines Anwalts geboren. Aufgewachsen ist er in London und Kent.
Johnson besuchte ein Internat im britischen Rugby und studierte am King’s College in Cambridge Anglistik. Später arbeitete er für die Zeitschrift Vogue, House & Garden sowie als Herausgeber des Wine & Food magazines, wo er die Redaktion der Wein-Kritik übernahm. Danach wurde er Redakteur der Reisethemen der The Sunday Times. 1963 wurde Hugh Johnson Generalsekretär der Food & Wine Society in London.
Seit 1971 publiziert er den World Atlas of Wine, der seit 2003 in Kooperation mit Jancis Robinson aktualisiert wird und der 2019 in 8. Auflage erschien. Hugh Johnsons Bücher haben eine Gesamtauflage von etwa 3,5 Millionen (Stand: 2010) und wurden in über zehn Sprachen übersetzt. Bekannte deutschsprachige Ausgaben sind Der kleine Johnson (jährlich in neuer Auflage) und Der große Johnson. Der Kleine Johnson ist laut Aufdruck auf dem Umschlag der meistgekaufte Weinführer der Welt.
Hugh Johnson hat auch fundierte Kenntnisse in Dendrologie (Gehölzkunde) und verfasst auch auf diesem Gebiet Bücher sowie Kolumnen zu Gartenthemen. 1973 veröffentlichte er The International Book of Trees und 1975 wurde er Redakteur von The Journal of the Royal Horticultural Society (The Garden), für das er eigene Kolumnen publiziert hat. Eine seit 37 Jahren herausgegebene Kolumne, Trad’s Diary, erscheint online im Hortus magazine. 2010 kam sein international erfolgreiches dendrologisches Handbuch zu Wald- und Gartenbäumen in überarbeiteter neuer Version heraus (Deutsch Bäume: Die Wald- und Gartenbäume der Welt).
Hugh Johnson lebte mit seiner Familie viele Jahre in der Nähe von Braintree, Essex, bevor er 2013 zurück nach London umsiedelte.

## Veröffentlichungen
- Der kleine Johnson 2017. Gräfe und Unzer, München 2016, ISBN 978-3833857218.
- The World Atlas of Wine (1971, acht Auflagen; seit 2004 in Koautorschaft mit Jancis Robinson)
- Trees – A Lifetime’s Journey through Forests, Woods and Gardens (2010); deutsch als: Bäume: Die Wald- und Gartenbäume der Welt. Ins Deutsche übertragen von Bettina Borst, Haupt, Bern/Stuttgart/Wien 2011, ISBN 978-3-258-07672-0.